# ۴۴۷ (پیش از میلاد)
۴۴۷ (پیش از میلاد) ۴۴۷مین سال قبل از تقویم میلادی است.